# Élections cantonales de 2011 dans la Creuse
Les élections cantonales ont eu lieu les 20 et 27 mars 2011.

## Contexte départemental

### Assemblée départementale sortante
Avant les élections, le conseil général de la Creuse est présidé par Jean-Jacques Lozach (PS). Il comprend 27 conseillers généraux issus des 27 cantons de la Creuse. 13 d'entre eux sont renouvelables lors de ces élections. 
| Parti                             | Sigle | Élus |
| --------------------------------- | ----- | ---- |
| Majorité (19 sièges)              |       |      |
| Parti socialiste                  | PS    | 12   |
| Divers gauche                     | DVG   | 5    |
| Parti communiste français         | PCF   | 1    |
| Parti radical de gauche           | PRG   | 1    |
| Opposition (8 sièges)             |       |      |
| Union pour un mouvement populaire | UMP   | 8    |
| Président du conseil général      |       |      |
| Jean-Jacques Lozach (PS)          |       |      |

## Résultats à l'échelle du département

### Résultats en nombre de sièges
| Parti | Sièges mis en jeu | Élus | Évolution |
| ----- | ----------------- | ---- | --------- |
| PS    | 8                 | 6    | -2        |
| UMP   | 4                 | 4    | 0         |
| DVG   | 0                 | 1    | +1        |
| PRG   | 1                 | 1    | 0         |
| DVD   | 0                 | 1    | +1        |

### Assemblée départementale à l'issue des élections
| Parti                             | Sigle | Élus |
| --------------------------------- | ----- | ---- |
| Majorité (18 sièges)              |       |      |
| Parti socialiste                  | PS    | 10   |
| Divers gauche                     | DVG   | 6    |
| Parti communiste français         | PCF   | 1    |
| Parti radical de gauche           | PRG   | 1    |
| Opposition (9 sièges)             |       |      |
| Union pour un mouvement populaire | UMP   | 8    |
| Divers droite                     | DVD   | 1    |
| Président du conseil général      |       |      |
| Jean-Jacques Lozach (PS)          |       |      |

## Résultats par canton

### Canton d'Ahun
| Candidats      | Candidats          | Étiquette      | Premier tour | Premier tour |
| Candidats      | Candidats          | Étiquette      | Voix         | %            |
| -------------- | ------------------ | -------------- | ------------ | ------------ |
|                | Jean Auclair*      | UMP            | 1 063        | 52,52        |
|                | Jean-Claude Trunde | PS             | 692          | 34,19        |
|                | Joël Lainé         | NPA            | 269          | 13,29        |
|                |                    |                |              |              |
| Inscrits       | Inscrits           | Inscrits       | 3 498        | 100,00       |
| Abstentions    | Abstentions        | Abstentions    | 1 377        | 39,37        |
| Votants        | Votants            | Votants        | 2 121        | 60,63        |
| Blancs et nuls | Blancs et nuls     | Blancs et nuls | 97           | 4,57         |
| Exprimés       | Exprimés           | Exprimés       | 2 024        | 95,43        |

*sortant

### Canton d'Aubusson
| Candidats      | Candidats          | Étiquette      | Premier tour | Premier tour | Second tour | Second tour |
| Candidats      | Candidats          | Étiquette      | Voix         | %            | Voix        | %           |
| -------------- | ------------------ | -------------- | ------------ | ------------ | ----------- | ----------- |
|                | Michel Moine*      | PS             | 898          | 37,62        | 1 416       | 49,98       |
|                | Jean-Marie Massias | DVD            | 473          | 19,82        | 1 417       | 50,02       |
|                | Claude Teyton      | DVD            | 462          | 19,35        |             |             |
|                | Claudine Leporati  | FG (PCF)       | 312          | 13,07        |             |             |
|                | Mathieu Charvillat | MoDem          | 242          | 10,14        |             |             |
|                |                    |                |              |              |             |             |
| Inscrits       | Inscrits           | Inscrits       | 5 105        | 100,00       | 5 103       | 100,00      |
| Abstentions    | Abstentions        | Abstentions    | 2 533        | 49,62        | 2 109       | 41,33       |
| Votants        | Votants            | Votants        | 2 572        | 50,38        | 2 994       | 58,67       |
| Blancs et nuls | Blancs et nuls     | Blancs et nuls | 185          | 7,19         | 161         | 5,38        |
| Exprimés       | Exprimés           | Exprimés       | 2 387        | 92,81        | 2 833       | 94,62       |

*sortant

### Canton d'Auzances
| Candidats      | Candidats         | Étiquette      | Premier tour | Premier tour |
| Candidats      | Candidats         | Étiquette      | Voix         | %            |
| -------------- | ----------------- | -------------- | ------------ | ------------ |
|                | Valérie Simonet*  | UMP            | 1 056        | 56,29        |
|                | Alain Vigneresse  | PS             | 656          | 34,97        |
|                | Didier Berthomier | FG (PCF)       | 138          | 7,36         |
|                | Gérard Desnos     | DVG            | 26           | 1,39         |
|                |                   |                |              |              |
| Inscrits       | Inscrits          | Inscrits       | 2 978        | 100,00       |
| Abstentions    | Abstentions       | Abstentions    | 1 028        | 34,52        |
| Votants        | Votants           | Votants        | 1 950        | 65,48        |
| Blancs et nuls | Blancs et nuls    | Blancs et nuls | 74           | 3,79         |
| Exprimés       | Exprimés          | Exprimés       | 1 876        | 96,21        |

*sortant

### Canton de Bellegarde-en-Marche
| Candidats      | Candidats        | Étiquette      | Premier tour | Premier tour |
| Candidats      | Candidats        | Étiquette      | Voix         | %            |
| -------------- | ---------------- | -------------- | ------------ | ------------ |
|                | Jean-Paul Joulot | PS             | 635          | 50,76        |
|                | Henri Bujadoux   | DVD            | 402          | 32,13        |
|                | Julien Palayer   | NPA            | 214          | 17,11        |
|                |                  |                |              |              |
| Inscrits       | Inscrits         | Inscrits       | 2 268        | 100,00       |
| Abstentions    | Abstentions      | Abstentions    | 926          | 40,83        |
| Votants        | Votants          | Votants        | 1 342        | 59,17        |
| Blancs et nuls | Blancs et nuls   | Blancs et nuls | 91           | 6,78         |
| Exprimés       | Exprimés         | Exprimés       | 1 251        | 93,22        |

### Canton de Bonnat
| Candidats      | Candidats        | Étiquette      | Premier tour | Premier tour | Second tour | Second tour |
| Candidats      | Candidats        | Étiquette      | Voix         | %            | Voix        | %           |
| -------------- | ---------------- | -------------- | ------------ | ------------ | ----------- | ----------- |
|                | Jean Commergnat* | PRG            | 904          | 44,12        | 1 212       | 56,16       |
|                | Guy Marsaleix    | DVD            | 797          | 38,90        | 946         | 43,84       |
|                | Henri Salamone   | PCF            | 348          | 16,98        |             |             |
|                |                  |                |              |              |             |             |
| Inscrits       | Inscrits         | Inscrits       | 4 281        | 100,00       | 4 281       | 100,00      |
| Abstentions    | Abstentions      | Abstentions    | 2 087        | 48,75        | 1 977       | 46,18       |
| Votants        | Votants          | Votants        | 2 194        | 51,25        | 2 304       | 53,82       |
| Blancs et nuls | Blancs et nuls   | Blancs et nuls | 145          | 6,61         | 146         | 6,34        |
| Exprimés       | Exprimés         | Exprimés       | 2 049        | 93,39        | 2 158       | 93,66       |

*sortant

### Canton de Bourganeuf
| Candidats      | Candidats                   | Étiquette      | Premier tour | Premier tour | Second tour | Second tour |
| Candidats      | Candidats                   | Étiquette      | Voix         | %            | Voix        | %           |
| -------------- | --------------------------- | -------------- | ------------ | ------------ | ----------- | ----------- |
|                | Jean-Jacques Lozach*        | PS             | 1 170        | 47,77        | 1 543       | 64,35       |
|                | Franck Simon-Chautemps      | DVD            | 660          | 26,95        | 855         | 35,65       |
|                | Marie-Hélène Pouget-Chauvat | PCF            | 426          | 17,39        |             |             |
|                | René Calot                  | EÉLV           | 193          | 7,88         |             |             |
|                |                             |                |              |              |             |             |
| Inscrits       | Inscrits                    | Inscrits       | 4 401        | 100,00       | 4 401       | 100,00      |
| Abstentions    | Abstentions                 | Abstentions    | 1 821        | 41,38        | 1 845       | 41,92       |
| Votants        | Votants                     | Votants        | 2 580        | 58,62        | 2 556       | 58,08       |
| Blancs et nuls | Blancs et nuls              | Blancs et nuls | 131          | 5,08         | 158         | 6,18        |
| Exprimés       | Exprimés                    | Exprimés       | 2 449        | 94,92        | 2 398       | 93,82       |

*sortant

### Canton de Chambon-sur-Voueize
| Candidats      | Candidats        | Étiquette      | Premier tour | Premier tour |
| Candidats      | Candidats        | Étiquette      | Voix         | %            |
| -------------- | ---------------- | -------------- | ------------ | ------------ |
|                | Nicolas Simonnet | UMP            | 1 046        | 56,45        |
|                | Anne Bridoux     | PS             | 600          | 32,38        |
|                | Bruno Noble      | PCF            | 207          | 11,17        |
|                |                  |                |              |              |
| Inscrits       | Inscrits         | Inscrits       | 2 954        | 100,00       |
| Abstentions    | Abstentions      | Abstentions    | 1 032        | 34,94        |
| Votants        | Votants          | Votants        | 1 922        | 65,06        |
| Blancs et nuls | Blancs et nuls   | Blancs et nuls | 69           | 3,59         |
| Exprimés       | Exprimés         | Exprimés       | 1 853        | 96,41        |

### Canton de Châtelus-Malvaleix
| Candidats      | Candidats             | Étiquette      | Premier tour | Premier tour | Second tour | Second tour |
| Candidats      | Candidats             | Étiquette      | Voix         | %            | Voix        | %           |
| -------------- | --------------------- | -------------- | ------------ | ------------ | ----------- | ----------- |
|                | Gérard Gaudin*        | UMP            | 865          | 45,17        | 1 092       | 51,90       |
|                | Jean-François Bouchet | PS             | 697          | 36,40        | 1 012       | 48,10       |
|                | Maryse Jaumot         | PCF            | 224          | 11,70        |             |             |
|                | Sandra Brunet         | EÉLV           | 129          | 6,74         |             |             |
|                |                       |                |              |              |             |             |
| Inscrits       | Inscrits              | Inscrits       | 3 115        | 100,00       | 3 115       | 100,00      |
| Abstentions    | Abstentions           | Abstentions    | 1 122        | 36,02        | 916         | 29,41       |
| Votants        | Votants               | Votants        | 1 993        | 63,98        | 2 199       | 70,59       |
| Blancs et nuls | Blancs et nuls        | Blancs et nuls | 78           | 3,91         | 95          | 4,32        |
| Exprimés       | Exprimés              | Exprimés       | 1 915        | 96,09        | 2 104       | 95,68       |

*sortant

### Canton de Gentioux-Pigerolles
| Candidats      | Candidats        | Étiquette      | Premier tour | Premier tour |
| Candidats      | Candidats        | Étiquette      | Voix         | %            |
| -------------- | ---------------- | -------------- | ------------ | ------------ |
|                | Jean-Luc Léger*  | PS             | 612          | 84,07        |
|                | Patrick Thévenot | PCF            | 116          | 15,93        |
|                |                  |                |              |              |
| Inscrits       | Inscrits         | Inscrits       | 1 279        | 100,00       |
| Abstentions    | Abstentions      | Abstentions    | 467          | 36,51        |
| Votants        | Votants          | Votants        | 812          | 63,49        |
| Blancs et nuls | Blancs et nuls   | Blancs et nuls | 84           | 10,34        |
| Exprimés       | Exprimés         | Exprimés       | 728          | 89,66        |

*sortant

### Canton du Grand-Bourg
| Candidats      | Candidats      | Étiquette      | Premier tour | Premier tour | Second tour | Second tour |
| Candidats      | Candidats      | Étiquette      | Voix         | %            | Voix        | %           |
| -------------- | -------------- | -------------- | ------------ | ------------ | ----------- | ----------- |
|                | Didier Bardet  | PS             | 804          | 43,72        | 1 026       | 61,44       |
|                | Thierry Dufour | PCF            | 537          | 29,20        | 0           | Retrait     |
|                | Michel Monnet  | DVD            | 498          | 27,08        | 644         | 38,56       |
|                |                |                |              |              |             |             |
| Inscrits       | Inscrits       | Inscrits       | 3 240        | 100,00       | 3 240       | 100,00      |
| Abstentions    | Abstentions    | Abstentions    | 1 333        | 41,14        | 1 448       | 44,69       |
| Votants        | Votants        | Votants        | 1 907        | 58,86        | 1 792       | 55,31       |
| Blancs et nuls | Blancs et nuls | Blancs et nuls | 68           | 3,57         | 122         | 6,81        |
| Exprimés       | Exprimés       | Exprimés       | 1 839        | 96,43        | 1 670       | 93,19       |

### Canton de Guéret-Sud-Est
| Candidats      | Candidats       | Étiquette      | Premier tour | Premier tour |
| Candidats      | Candidats       | Étiquette      | Voix         | %            |
| -------------- | --------------- | -------------- | ------------ | ------------ |
|                | Guy Avizou*     | PS             | 1 379        | 57,72        |
|                | Pierre Auger    | FG (PCF)       | 390          | 16,32        |
|                | Eric Daubéchies | MoDem          | 351          | 14,69        |
|                | Pierrette Bidon | EÉLV           | 269          | 11,26        |
|                |                 |                |              |              |
| Inscrits       | Inscrits        | Inscrits       | 5 501        | 100,00       |
| Abstentions    | Abstentions     | Abstentions    | 2 907        | 52,84        |
| Votants        | Votants         | Votants        | 2 594        | 47,16        |
| Blancs et nuls | Blancs et nuls  | Blancs et nuls | 205          | 7,90         |
| Exprimés       | Exprimés        | Exprimés       | 2 389        | 92,10        |

*sortant

### Canton de Royère-de-Vassivière
| Candidats      | Candidats        | Étiquette      | Premier tour | Premier tour |
| Candidats      | Candidats        | Étiquette      | Voix         | %            |
| -------------- | ---------------- | -------------- | ------------ | ------------ |
|                | Bernard Laborde* | PS             | 508          | 53,42        |
|                | Joseph Lehéricy  | DVD            | 326          | 34,28        |
|                | Christian Nguyen | NPA            | 117          | 12,30        |
|                |                  |                |              |              |
| Inscrits       | Inscrits         | Inscrits       | 1 604        | 100,00       |
| Abstentions    | Abstentions      | Abstentions    | 608          | 37,91        |
| Votants        | Votants          | Votants        | 996          | 62,09        |
| Blancs et nuls | Blancs et nuls   | Blancs et nuls | 45           | 4,52         |
| Exprimés       | Exprimés         | Exprimés       | 951          | 95,48        |

*sortant

### Canton de Saint-Sulpice-les-Champs
| Candidats      | Candidats              | Étiquette      | Premier tour | Premier tour | Second tour | Second tour |
| Candidats      | Candidats              | Étiquette      | Voix         | %            | Voix        | %           |
| -------------- | ---------------------- | -------------- | ------------ | ------------ | ----------- | ----------- |
|                | Patrick Aubert         | DVG            | 349          | 34,15        | 638         | 60,59       |
|                | Jean-Baptiste Auroy    | DVD            | 329          | 32,19        | 415         | 39,41       |
|                | Denis Fric             | NPA            | 185          | 18,10        |             |             |
|                | Jean-Hubert Fileyssant | PS             | 159          | 15,56        |             |             |
|                |                        |                |              |              |             |             |
| Inscrits       | Inscrits               | Inscrits       | 1 792        | 100,00       | 1 792       | 100,00      |
| Abstentions    | Abstentions            | Abstentions    | 697          | 38,90        | 668         | 37,28       |
| Votants        | Votants                | Votants        | 1 095        | 61,10        | 1 124       | 62,72       |
| Blancs et nuls | Blancs et nuls         | Blancs et nuls | 73           | 6,67         | 71          | 6,32        |
| Exprimés       | Exprimés               | Exprimés       | 1 022        | 93,33        | 1 053       | 93,68       |